# 最終防護射撃
最終防護射撃（さいしゅうぼうごしゃげき、Final protective fire）は、歩兵部隊が防御において敵の突撃を破砕するための戦術である。
名前の「最終」が意味するように防御の最終手段であり、この戦法をもってしても敵の突撃が破砕できなかった場合は、最後の手段として白兵戦が行われる。
陸上自衛隊においては、突撃破砕射撃と称している。

## 概要
最終防護射撃の要点は、事前に設定された地域に敵を発見、あるいは敵の気配を察知したら、視界のいかんにかかわらず、その場所に徹底的に大量の機関銃弾や迫撃砲弾・榴弾などを所定の射角で撃ち込み、そこに存在するであろう敵兵が確実に死傷するだけの火力を投入することにある。すなわち敵兵や敵車輌を個別に狙って撃つのではなく、確率論的に敵を殺傷することを目標としている。

発動の要請権は、前線の中隊長にあり、大隊長の承認によって発動され、他のどの戦術よりも高い優先順位を持っている。

この戦術は、第二次世界大戦において日本軍のバンザイ突撃を破砕し、ベトナム戦争でも威力を発揮した。
第二次大戦では、以下のような射程の短い軽火器が主に使用された。
- M3 37mm砲 - キャニスター弾を使用して大型ショットガンとして使用。
- ブローニングM2重機関銃
- ブローニングM1919重機関銃
- M2 60mm 迫撃砲
- M1 81mm 迫撃砲